# .htpasswd
.htpasswd je obvyklý název pro dodatečný konfigurační soubor webového serveru Apache. Do tohoto souboru se ukládají uživatelská jména a hesla pro přístup do adresáře (a všem jeho podadresářů) ve kterém je umístěn. Název souboru začíná tečkou, aby byl v Unixových systémech považován za skrytý soubor. Soubor lze vygenerovat a spravovat pomocí příkazu „htpasswd“, který může přidat, smazat nebo editovat jednotlivé uživatele.
Soubor sestává z řádků, z nichž každý obsahuje uživatelské jméno, následované dvojtečkou a hash hesla.
```
Athelstan:RLjXiyxx56D9s
Mama:RLMzFazUFPVRE
Papa:RL8wKTlBoVLKk
```